# Mike Sanderson
Mike Sanderson (* 29. Mai 1971 in Whangārei, Neuseeland) ist ein neuseeländischer Weltumsegler und Segelmacher, der mit 35 Jahren als der jüngste Skipper, in der modernen Ära des Volvo Ocean Race (heute: The Ocean Race) das Rennen 2005–2006 rund um die Welt mit der Yacht ABN AMRO ONE gewann.

## Lebensweg

### Whitbread Round the World Race
Mike Sanderson war 10 Jahre alt, als er 1981–1982 als Besucher des Zwischenstopps in Auckland in Neuseeland beim damaligen Whitbread Round the World Race (heute: The Ocean Race) zum ersten Mal die Atmosphäre des Rennens in sich aufnahm, und seine Leidenschaft für dieses Event hat nie nachgelassen. Ein Vierteljahrhundert später stürmte Sanderson im 2005/2006 zum Gesamtsieg. Damit wurde er der jüngste Gewinner der modernen Volvo Ocean Race-Ära nach Lionel Péan, der mit 29 Jahren als Skipper der Yacht L’Esprit d’Equipe im Whitbread Round the World Race 1985–86 den Gesamtsieg errang.

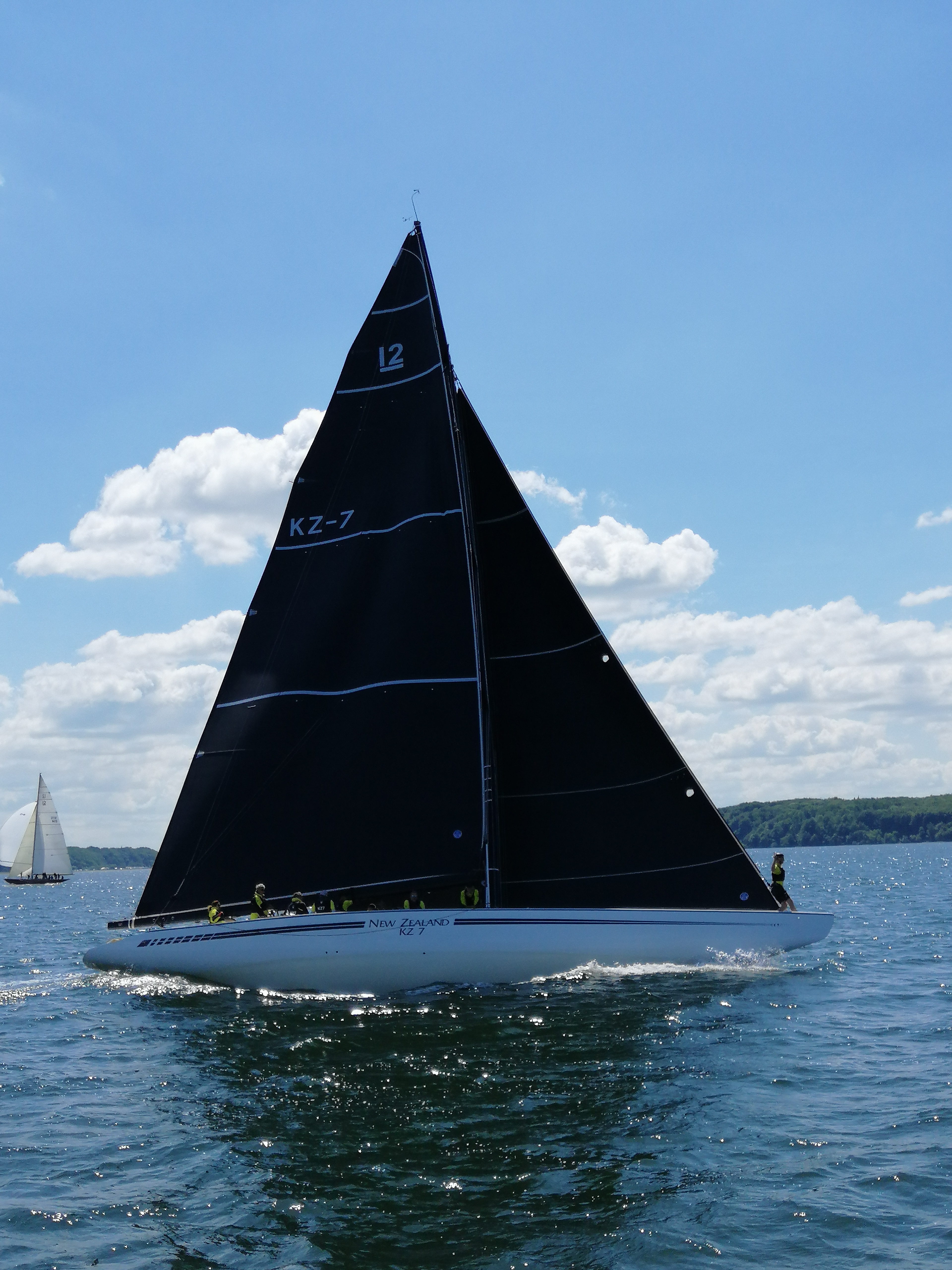
Kiwi Magic KZ-7, 2022

Der 17-jährige Sanderson brach im Jahr 1988 die renommierte Privatschule ab, die er in seiner Heimatstadt Auckland besuchte, um Segelmacher zu werden. Er erwartete zu Recht, dass dies der erste Schritt auf dem Weg zu seinem ultimativen Ziel, ein professioneller Segler zu werden, sein würde. Er war inspiriert von der Situation, dass er die erste erfolgreiche Ära des neuseeländischen Segelsports erlebte. Die von Chris Dickson geskipperte 12mR-Yacht Kiwi Magic hatte sich beim 26. America’s Cup 1987 als außergewöhnliche Herausforderin erwiesen und die erste Round Robin Runde (Jeder gegen Jeden) souverän gewonnen und musste sich nur Dennis Conner mit der US-amerikanischen Yacht Stars & Stripes 87 (US 55) im Finale des Louis Vuitton Cup geschlagen geben. Währenddessen bereitete sein Landsmann Peter Blake vor der Küste Neuseelands seine Steinlager-Kampagne für die Weltregatta Whitbread vor. Mit der Yacht Steinlager 2 sollte er schließlich jede Etappe des Whitbread Round the World Race 1989–1990 gewinnen.
Er wollte dieses professionelle Segeln, um auf einer Yacht im „Whitbread Round the World Race“ später als Schiffsführer zu segeln. Sein Debüt auf dem Siegerpodium dieses Weltrennens gab Sanderson im Alter von nur 22 Jahren als Teil von Grant Daltons siegreicher Crew mit der Maxi-Yacht New Zealand Endeavour im Whitbread Round the World Race 1993–1994 in 120 Tage 5 Stunden.
Skipper Grant Dalton, der mit seiner Fisher & Paykel ständig Zweiter hinter Steinlager 2 gewesen war, wollte sich nicht noch einmal unterkriegen lassen und meldete für das Rennen 1993–1994 die ultimative (und letzte) Maxi-Ketsch New Zealand Endeavour zum Whitbread Rennen an. Auf Empfehlung seines ehemaligen Navigators Murray Ross gelang es dem damals 21-jährigen Sanderson, als Trimmer/Segler in der Crew anzuheuern, und er selbst war beeindruckt davon, neben vielen seiner Helden von der Kiwi Magic (KZ-7) und Steinlager 2 zu segeln. Zu dieser Zeit war das Rennen um die Welt noch relativ unberührt von Sicherheitsmaßnahmen wie Eistoren oder dem kommerziellen Druck, Asien zu besuchen. Aber aus Gründen der Anti-Apartheid war es einzigartig, dass dieses Rennen Kapstadt in Südafrika ausließ – stattdessen war die zweite Etappe ein gewaltiger Törn von Punta del Este in Uruguay direkt nach Fremantle in Australien. Mike Sanderson erinnert sich: „Wir landeten wirklich weit im Süden, mit Eiszapfen auf dem Deck, der gefrorenen Windausrüstung und der sehr frühen Regenbekleidung vom Typ Gore-Tex, die undicht war wie ein Sieb. Und auf diesem Abschnitt brach uns das Besansegel. Wir führten noch lange, aber schließlich wurden wir bei der Einfahrt nach Fremantle von Merit Cup niedergemäht.“
Vier Jahre später Whitbread Round the World Race 1997–1998 folgte ein zweiter Gesamtplatz wieder in der Crew von Skipper Grant Dalton mit der Yacht Merit Cup. Sanderson segelte das Weltrennen im Alter von 26 Jahren als Wachkapitän.

### Maxi-Yachten
Die späten 1990er Jahre waren eine intensive Zeit für Sandersons auf Maxi-Yachten. Mit Dalton machte er weiter mit der relativ kurzlebigen Grand Mistral/Maxi One Design-Rennstrecke – ursprünglich ein Versuch des Schweizer Maxi-Weltumseglers Pierre Fehlmann, eine ozeanische One-Design-Rennstrecke mit identischen Farr 80ern einzurichten. Sanderson segelte an Bord der komplett schwarzen Yacht Frers 93 Stealth, als sie in den USA war und für einen transatlantischen Rekordversuch trainierte, der letztlich nie zustande kam. Es war die Zeit, als ihr Eigner, der Fiat-Chef Gianni Agnelli, regelmäßig an Bord war.

#### Sayonara
Bezeichnenderweise war er im Jahr 1999 Teil der von Chris Dickson angeführten Crew auf Larry Ellisons Maxi-Yacht Sayonara, die zwischen 1997 und 1999 die Maxi Worlds in Folge gewann. Sayonara war Ellisons erste Yacht, nachdem er Bruce Farr und Geoff Stagg sowie Team New Zealand von David Thompson vorgestellt worden war, einem in San Francisco lebenden neuseeländischen Segler, der in dasselbe Fitnessstudio ging wie Ellison. So fuhren viele der neuseeländischen Legenden wie Brad Butterworth zwischen ihren siegreichen America’s Cups 1995 und 2000 mit Ellison Rennen. Abgesehen von ihrer Starcrew liegt Sayonaras Erfolg Sanderson zufolge an einem sehr gut geführten Programm von Bill und Melinda Erkelens, die mit dem Farr-Büro zusammenarbeiteten, um ihre IMS-Bewertung von Regatta zu Regatta zu optimieren. Durch die Rennen auf Sayonara bekam Sanderson die Position des Großschottrimmers bei BMW Oracle Racing, Ellisons erstem Wettkampf um den 31. America’s Cup in Auckland im Jahr 2003.

#### Mari-Cha III
Aber Sandersons beständigstes Engagement bei den Maxi-Yachten war der Kontakt zu dem britischen Geschäftsmann Robert Miller. Im Jahr 1997 trennte sich Miller von seiner Frers 92 Mari-Cha II (später Bristolian) und stieg auf eine neue 2-Mast-Ketch, entworfen von Philippe Briand, die 47 m lange Mari-Cha III um. Die Yacht wurde bei „Sensation Yachts“ in Neuseeland gebaut und es heißt, dass Millers langjähriger Projektmanager und Bootskapitän Jef d’Etiveaud bei dem Segelmacher North Sails in Auckland angerufen hatte und der Sanderson als ihren „Ketsch-Experten“ empfahl.
Die Mari-Cha-Kampagne war für Sanderson besonders attraktiv, da sie im Küsten- und Offshorebereich stattfand. Nach seinem Whitbread Round the World Race 1997–1998 auf der Yacht Merit Cup waren Sanderson und der führende neuseeländische Vorschoter Richard Meacham neben dem Eigentümer Robert Miller die einzigen Englisch sprechenden Segler auf Mari-Cha III (der Rest waren Franzosen), als sie im Jahr 1998 den transatlantischen Segelrekord für Einrumpfboote von Leuchtfeuer Ambrose Light, nach Lizard Point versuchten zu brechen. Aufgrund seiner Referenzen wurde Sanderson von da an, obwohl er erst in seinen Zwanzigern war, Rennskipper auf Mari-Cha III und konnte tief in das Designteam eintauchen, das Millers nächste, noch extremere Maxi-Yacht Mari-Cha IV entwarf. Während seine vorherige Yacht eine komplette Luxusausstattung hatte, wurde die neue 42 m lange Yacht komplett entkernt, mit einem Kippkiel (und einem 10 Tonnen schweren Wulst) ausgestattet und als Schoner getakelt. Als sie 2003 bei JMV Industries vom Stapel lief, war Mari-Cha IV das längste (und bald schnellste) Renn-Einrumpfboot der Welt.

#### Mari-Cha IV
Mike Sanderson war von dem Projekt sehr begeistert. Einer der Hauptgründe war damals, dass man sehr große 3DL-Großsegel fertigen konnten. Man hatte bei der Yacht die Wahl zwischen einer 100–110 Fuß großen Slup oder einem 130–140 Fuß großen Schoner. Bei Simulationen auf der transatlantischen Rekordstrecke wurde sehr deutlich, dass eine längere Yacht schneller ist. Eindrucksvoll war, dass Mari-Cha IV nur zwei Monate nach ihrem Stapellauf in Frankreich den transatlantischen Segelrekord für Einrumpfboote von West nach Ost unterbot und eine Zeit von 6 Tagen, 17 Stunden, 52 Minuten und 39 Sekunden (durchschnittlich 18,2 Knoten) aufstellte. Diese Bestmarke hatte weitere 13 Jahre Bestand. „Die Sterne standen für uns in jeder Hinsicht günstig“, erinnert sich Sanderson. „Wir hatten eine fantastische Crew, darunter viele der französischen Vendée-Globe- und Mehrrumpfboot-Segelstars, der Eigner hatte eine tolle Zeit, wir haben nichts Wesentliches kaputt gemacht. Alles in allem war es ein voller Erfolg.“ Während des Transatlantik-Rekords hatte Mari-Cha IV auch einen neuen 24-Stunden-Rekord für Einrumpfboote von 525 Seemeilen aufgestellt und war damit das erste Einrumpfboot, das die 500-Meilen/Tag-Marke (20,8 Knoten) durchbrach. Heute können Einrumpfboote diese Werte auch Einhand gesegelt schaffen. So wurde das Rekordetmal am 16. Januar 2017 mit 537 Seemeilen von dem Briten Alex Thomson während der Vendée Globe 2016/17 gesegelt.
Die enorme Größe der Mari-Cha IV hatte noch weitere Vorteile. Sanderson erinnert sich: „Wenn wir nicht mehr segeln konnten oder wenn wir etwas gebrochen hatten und ohne Segel wechseln mussten, lief das Boot immer noch fröhlich mit 17 oder 18 Knoten dahin, während man sich fertigmachte.“ Millers Mari-Cha IV gewann anschließend im Jahr 2005 das Ozean-Rennen Rolex Transatlantic Challenge von New York zum Lizard Lighthouse und weiter nach Cowes. Dies war der hundertste Jahrestag des berühmten Rennens des New York Yacht Club (NYYC) um den „Kaiser’s Cup“, das 1905 Skipper Charlie Barr (1864–1911) mit dem Dreimastschoner „Atlantic“ in Rekordzeit gewann.

### Volvo Ocean Race
Sanderson machte zwar einen kurzen Ausflug in die IMOCA 60-Klasse mit einem neuen Boot, das von Juan Kouyoumdjian entworfen und von Andrew Pindar unterstützt wurde. Sein größter Erfolg als Segler jedoch war, als er als Skipper für die Yacht ABN AMRO ONE, die unter niederländischer Flagge segelnde Volvo Open 70, beim Volvo Ocean Race 2005/2006 angeworben wurde. Sanderson erinnert sich: „Es gab viel Druck, aber wir bekamen auch alle Möglichkeiten – uns fehlte es an nichts, wir hatten keine Einschränkungen bei der Crew, wir konnten trainieren, wo immer wir wollten, wir konnten zwei Boote bauen, wir hatten ein großartiges Segelbudget und von Anfang an eine großartige Gruppe von Leuten.“
Der enorme Einsatz machte sich bezahlt und ABN AMRO ONE konnte den Gesamtsieg mit 96 Punkten erringen. Dieser Sieg beim Volvo Ocean Race 2005/2006 war ein durchschlagender Erfolg, Mike Sanderson und seine Crew gewannen 11 von 15 Etappen bzw. Etappenzielen und 5 von 6 Hafenrennen (englisch In-port-race). Dies war das Debüt des ungeheuer leistungsstarken Yacht-Typs Volvo Open 70, und Sanderson hatte das schnellste Boot und die beste Mannschaft. Die Yacht ABN AMRO ONE stellte auf der ersten Etappe von Vigo nach Kapstadt einen neuen Distanzrekord im Segeln auf, indem sie innerhalb von 24 Stunden 546,14 Seemeilen zurücklegte mit einer Durchschnittsgeschwindigkeit von 22,75 Knoten (1011,57 km / 42,13 km/h).

„Das ist mein olympisches Gold, mein Mount Everest, das ist mein Kindheitstraum, ein Boot zu skippern und das Volvo Ocean Race zu gewinnen.“

Mike Sanderson kehrte fünf Jahre später zum Volvo Ocean Race zurück, um als Skipper das Team Sanya zu leiten, den irisch-chinesischen Teilnehmer am Volvo Ocean Race 2011–2012. Das Boot Sanya Lan, eine Yacht vom Typ Volvo Open 70, das im Volvo Ocean Race 2008–2009 als Telefónica Blue unter Skipper Bouwe Bekking gestartet war, hatte Probleme von Löchern im Rumpf bis hin zu einer gebrochenen Takelage. Sie musste zwei Etappen aufgeben und erreichte daher nur den undankbaren letzten Platz.

### America’s Cup
Sanderson ist auch ein Veteran, der drei America’s Cup Kampagnen mitgemacht hat. Von 2007 bis 2010 war er Teamdirektor des Team Origin, einem potenziellen britischen Herausforderer für den 34. America’s Cup 2013.

## Ehrungen
- 2006 ISAF World Sailor of the Year Award für den Gewinn des Volvo Ocean Race 2005/06 rund um die Welt mit der Yacht ABN AMRO ONE

## Persönliches Leben
Im Jahr 2006 heiratete Sanderson die britische Weltumseglerin Emma Richards in Cowes auf der Isle of Wight in England.
Mike Sanderson stieg in die Segelmacherei Doyle Sails in Neuseeland Anfang Juni 2011 als Vertriebsleiter und Partner für die Niederlassungen in Neuseeland und Australien ein und ist heute der Geschäftsführer (CEO) von Doyle Sails.